# Зарамо
Зарамо (още Дзарамо или Сарамо) са банту, живеещи в източна Танзания, специално в територията около Дар ес Салам и представляващи по-голямата част от населението му . През 2000 г. Зарамо наброяват 656 730 души. Главната им религия е ислям. 